# 삼광중학교 (경기)
삼광중학교(三光中學校)는 대한민국 경기도 파주시 적성면 식현리에 있는 사립 중학교이다.

## 학교 연혁
- 1963년 2월 15일 : 학교법인 목정학원 초대 김광수 이사장 취임
- 1963년 2월 15일 : 삼광중학교 설립 인가(6학급)
- 1963년 3월 1일 : 초대 송근영 교장 부임
- 1964년 12월 28일 : 삼광농업고등학교 설립 인가(농업과 3학급)
- 1969년 12월 10일 : 법원읍 웅담리에서 현 위치로 이전
- 1974년 11월 18일 : 학교법인 명칭 변경(목정학원을 삼광학원으로)
- 1986년 11월 14일 : 삼광중학교 16교실 준공(수세식 화장실 2동)
- 1989년 10월 19일 : 평애 기념관(강당) 준공
- 1992년 12월 8일 : 특별교실 12실 증축 준공(여학생 생활관, 어학실습실, 컴퓨터실, 방송실 등)
- 2015년 2월 12일 : 제50회 졸업(109명) 총 7,669명
- 2016년 4월 20일 : 제3대 한명숙 이사장 취임
- 2022년 3월 1일 : 제8대 장상철 교장 취임

## 참고 자료
- 삼광중학교 - 한국교육학술정보원 학교알리미